# Bahía de Kino
Bahía de Kino är en ort i Mexiko vid viken Bahía Kino.   Den ligger i kommunen Hermosillo och delstaten Sonora, i den nordvästra delen av landet, 1 700 km nordväst om huvudstaden Mexico City. Bahía de Kino ligger 1 meter över havet och antalet invånare är 6 050.
Terrängen runt Bahía de Kino är platt österut, men västerut är den kuperad. Havet är nära Bahía de Kino åt sydväst. Runt Bahía de Kino är det ganska glesbefolkat, med 45 invånare per kvadratkilometer. Det finns inga andra samhällen i närheten.